# 안지추
안지추(顔之推, 531년 ∼ 591년)는 양나라·북제·북주 ~ 수나라의 관료이자 학자로, 자는 개(介)이며, 형주 강릉현 사람으로, 본관(등록기준지)은 낭야군 임기현이다.

## 생애
양 무제 중대통 3년(531) 강릉(江陵)에서 태어나, 수 문제 개황 11년(591) 60세를 일기로 세상을 떠났다. 낭야임기(琅琊臨沂)의 명문대가의 자제로서, 9세 때 부친을 여의었으나 두 형의 애틋한 보살핌과 엄한 가풍 속에서 자라났다. 공자의 애제자인 안회가 그의 먼 조상이라 할 수 있으며, 9대조 안함(顔含) 때 사마씨 정권을 따라 강남으로 내려왔다. 조부 안견원(顔見遠)은 박학다식해 제나라의 주요 관직을 지내다가, 제·양 교체기에 소연(蕭衍)의 반역을 반대하고 제나라에 대한 절의를 주장하며 단식하다가 사망했다. 부친 안협(顔勰)은 양나라 상동왕 소역의 진서부자의참군을 지냈으며, 여러 서적을 두루 섭렵하고 초서와 예서에 뛰어나 형초 지역의 비문 가운데는 그가 쓴 것이 많다. 부친의 뛰어난 서예 재능을 물려받아서인지 안지추 역시 어릴 때부터 서예에 남다른 관심을 보였으나 잡예에 지나치게 몰두해 세상의 부름을 받는 것을 그다지 중시하지 않고 유학에 힘써 정진하는 것을 중요하게 생각했다.
안지추는 오랜 가학을 이어받아, ≪주관(周官)≫, ≪좌씨전(左氏傳)≫에 정통했다. 12세에 일찍이 소역의 문도가 되기도 했지만, 노장(老莊)의 현담을 별로 좋아하지 않아 바로 돌아와 다시 가학에 깊이 몰두했다. 그는 어려서부터 총명하고 박식했으며, 특히 문자학에 밝아서 여러 서적을 교감(校勘)하는 데에도 상당히 조예가 깊었다. ≪안씨가훈≫의 제17장 ＜서증(書證)＞ 편은 교감학에 대한 그의 이런 집념을 보여 준다. 그 외 음훈학에도 많은 관심을 기울여 각종 기물의 이름 및 발음 등을 세심하게 고증했다. 그의 성격은 대체로 호탕하고 거리낌이 없으면서도 절도가 있었던 듯하다. 술을 좋아했지만 흐트러짐이 없었으며, 20세가 되기 전에는 용모에도 별다른 신경을 쓰지 않았다 하니 소탈하게 성장한 것으로 보인다.
안지추는 처음 양나라에 벼슬해 상동왕 소역의 좌국상시를 시작으로 진서묵조참군을 지내고 산기시랑의 관직에까지 올랐다. 후경(侯景)의 난 때는 약 4년간 포로 생활을 하다가 풀려났으며, 승성 3년(554) 서위가 침공하자 다시 포로가 되어 북방으로 이송되었다. 그 후 양나라가 멸망했다는 소식을 접하고서는 북제에서 벼슬해 중서사인, 황문시랑 등의 주요 관직에 올랐다. 그러나 북제는 다시 북주에 의해 멸망했고, 그는 또 한 번의 포로 생활을 겪은 뒤 북조의 정권에서 어사상사의 벼슬을 지냈다. 이러한 그의 끊임없는 정치적 부침은 수나라 양견이 북조를 멸망시키고 천하를 통일하면서 일단락되고, 그는 태자의 학사로 부름을 받지만 얼마 지나지 않아 병으로 생을 마감했다. 이렇게 그는 일생 동안 세 차례의 포로 생활과 세 차례의 망국을 경험하면서 무려 네 왕조에 나아가 벼슬했다. 그는 어지럽고 혼란한 시대를 살면서도 원망하거나 불평하지 않고 그 속에서 올바른 옛 도리를 찾으려고 노력했다. 그의 이러한 고된 경험은 수나라의 전국 통일 이후 남북의 서로 다른 문풍을 융합해 발전시키는 데에 중요한 바탕이 되었다.
안지추는 생전에 ≪문집(文集)≫ 30권을 남겼으나 현재 전하지 않는다. 현존하는 것으로는 ≪가훈≫ 20편 외에 ≪환원지(還寃志)≫ 3권이 있으며, ≪북제서(北齊書)≫와 ≪북사(北史)≫에 그의 전기가 기록되어 있다. 송대 무월(繆鉞)의 ≪안지추 연보(顔之推年譜)≫에 따르면, 안지추는 사로, 민초, 유진이라는 세 명의 아들을 두었으며, 이들에게 근본을 잊지 말고 학업에 힘쓸 것을 일깨우고자 ≪안씨가훈≫을 남겼다. 사로의 아들이자 안지추의 손자 안사고(顔師古)는 당나라 초기의 이름난 학자로 문자학과 경학에 두루 정통해 ≪오경정의(五經正義)≫ 편찬에 참여했다. 당나라 중기의 저명한 서예가 안진경(顔眞卿)은 그의 5대손이다.